# Lucia Mirisola
Lucia Mirisola (Venezia, 1º settembre 1928 – Roma, 23 dicembre 2017) è stata una costumista e scenografa italiana.

## Biografia
Arrivata a Roma da Venezia, frequenta il Centro sperimentale di cinematografia dove è allieva di Piero Gherardi. Gherardi la chiama come sua assistente ne La dolce vita di Federico Fellini. Nel 1956 sposa a Roma il regista Luigi Magni con il quale inizia a collaborare prima con i caroselli e poi in ogni sua opera per il cinema, per la televisione e per il teatro. Muore a Roma il 23 dicembre 2017, all'età di 89 anni, dopo una lunga malattia. Dopo il funerale celebrato nella Chiesa degli artisti in piazza del Popolo a Roma, riposa accanto al marito nel cimitero monumentale del Verano. A Velletri esiste un museo dedicato a lei e al marito Luigi Magni.

## Filmografia

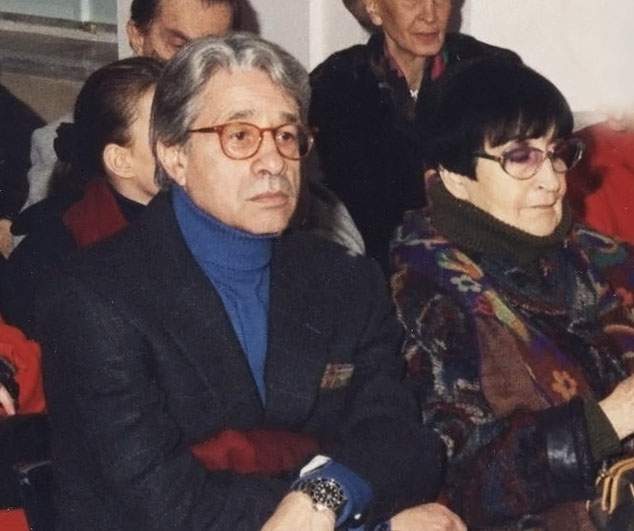
Luigi Magni con la moglie Lucia Mirisola (1996)

### Scenografa
- Un tentativo sentimentale, regia di Pasquale Festa Campanile e Massimo Franciosa (1963)
- Faustina, regia di Luigi Magni (1968)
- Scipione detto anche l'Africano, regia di Luigi Magni (1971)
- La Tosca, regia di Luigi Magni (1973)
- Signore e signori, buonanotte, regia di Luigi Comencini, Nanni Loy, Luigi Magni, Mario Monicelli ed Ettore Scola (1976)
- Il superiore, episodio di Basta che non si sappia in giro, regia di Luigi Magni (1976)
- Il cavalluccio svedese, episodio di Quelle strane occasioni, regia di Luigi Magni (1976)
- In nome del Papa Re, regia di Luigi Magni (1977)
- Arrivano i bersaglieri, regia di Luigi Magni (1980)
- State buoni se potete, regia di Luigi Magni (1983)
- Dieci registi italiani, dieci racconti italiani - serie TV, episodio Un'avventura a Campo de' Fiori, regia di Luigi Magni (1983)
- Secondo Ponzio Pilato, regia di Luigi Magni (1987)
- Cinema - film TV, regia di Luigi Magni (1989)
- 'o Re, regia di Luigi Magni (1989)
- In nome del popolo sovrano, regia di Luigi Magni (1990)
- Nemici d'infanzia, regia di Luigi Magni (1995)
- Ultimo bersaglio, regia di Andrea Frezza (1996)
- La carbonara, regia di Luigi Magni (2000)
- La notte di Pasquino, film TV, regia di Luigi Magni (2003)

### Costumista
- Una cattedrale per l'isola, commedia  di Jean-Jacques Bernard, regia televisiva di Mario Landi, trasmessa il 15 giugno 1956
- L'alba, il giorno e la notte, regia di Fernando Trebitsch (1955)
- La grande strada azzurra, regia di Gillo Pontecorvo e Maleno Malenotti (1957)
- Audace colpo dei soliti ignoti, regia di Nanni Loy (1959)
- Il raccomandato di ferro, regia di Marcello Baldi (1959)
- Le pillole di Ercole, regia di Luciano Salce (1960)
- Dolci inganni, regia di Alberto Lattuada (1960)
- Il carabiniere a cavallo, regia di Carlo Lizzani (1961)
- Don Camillo monsignore... ma non troppo, regia di Carmine Gallone (1961)
- Una vita difficile, regia di Dino Risi (1961)
- Il mio amico Benito, regia di Giorgio Bianchi (1962)
- Gli anni ruggenti, regia di Luigi Zampa (1962)
- L'amore difficile, regia di Alberto Bonucci, Luciano Lucignani, Nino Manfredi e Sergio Sollima (1962)
- Un tentativo sentimentale, regia di Pasquale Festa Campanile e Massimo Franciosa (1963)
- La bugiarda, regia di Luigi Comencini (1965)
- Il marito è mio e l'ammazzo quando mi pare, regia di Pasquale Festa Campanile (1968)
- Faustina, regia di Luigi Magni (1968)
- Una sull'altra, regia di Lucio Fulci (1969)
- Nell'anno del Signore, regia di Luigi Magni (1969)
- Il frigorifero, episodio di Le coppie, regia di Mario Monicelli (1970)
- Scipione detto anche l'Africano, regia di Luigi Magni (1971)
- Homo Eroticus, regia di Marco Vicario (1971)
- Senza famiglia, nullatenenti cercano affetto, regia di Vittorio Gassman (1972)
- La Tosca, regia di Luigi Magni (1973)
- Signore e signori, buonanotte, regia di Luigi Comencini, Nanni Loy, Luigi Magni, Mario Monicelli e Ettore Scola (1976)
- Quelle strane occasioni, regia di Luigi Comencini, Nanni Loy e Luigi Magni (1976)
- In nome del Papa Re, regia di Luigi Magni (1977)
- Apocalypse domani, regia di Antonio Margheriti (1980)
- Arrivano i bersaglieri, regia di Luigi Magni (1980)
- Il turno, regia di Tonino Cervi (1982)
- State buoni se potete, regia di Luigi Magni (1983)
- Dieci registi italiani, dieci racconti italiani - serie TV, episodio Un'avventura a Campo de' Fiori, regia di Luigi Magni (1983)
- Secondo Ponzio Pilato, regia di Luigi Magni (1987)
- 'o Re, regia di Luigi Magni (1989)
- Cinema - film TV, regia di Luigi Magni (1989)
- In nome del popolo sovrano, regia di Luigi Magni (1990)
- Pazza famiglia - serie TV, 8 episodi, regia di Enrico Montesano (1995)
- Nemici d'infanzia, regia di Luigi Magni (1995)
- La carbonara, regia di Luigi Magni (2000)
- La notte di Pasquino - film TV, regia di Luigi Magni (2003)

## Riconoscimenti
- Nastri d'argento 1978 - Premio per la migliore scenografia per In nome del Papa Re
- Nastri d'argento 1989 - Premio per i migliori costumi per 'O Re
- David di Donatello 1989 - Premio per i migliori costumi per O Re
- David di Donatello 1991 - Premio per i migliori costumi per In nome del popolo sovrano